# 安德烈·納塔利
安德烈·納塔利（義大利語：Andrea Natali，2008年1月28日—）是一名義大利足球員，司職後衛，效力於德甲俱樂部拜耳04勒沃庫森。

## 早期生活
安德烈·納塔利小時候隨家人搬到西班牙。。

## 俱樂部生涯
他從六歲開始踢足球，當時他加入了博洛尼亞青訓營，他的父親從2012年到2014年也在該俱樂部效力。後來他移居國外，先去了西班牙，然後去了英國。。
2024年6月26日，納塔利加盟德甲俱樂部拜耳04勒沃庫森。

## 國家隊生涯
納塔利曾擔任義大利國家15歲以下足球隊的隊長。。

## 個人生活
安德烈·納塔利是義大利足球員塞薩雷·納塔利的兒子，他有四個兄弟姐妹。。

## 榮譽
- U17歐洲國家盃：2024年